# 聖萊昂諾爾區
10°56′54″S 76°44′42″W / 10.9484°S 76.7449°W
聖萊昂諾爾區（西班牙語：Distrito de Santa Leonor），是秘魯的一個區，位於該國中南部利馬大區的瓦烏拉省，始建於1940年6月3日，面積375.5平方公里，海拔高度3,580米，2005年人口1,224，人口密度每平方公里3.3人。